# Amílcar Herrera
Amílcar Herrera  (s/d 1920, 23 de setembro de 1995) foi um geólogo argentino, que atuou em seu país, na Inglaterra, no Chile e no Brasil e se tornou referência do pensamento latino-americano sobre ciência, tecnologia e sociedade.

## Biografia
Amílcar Herrera se formou geólogo em 1947 pela Faculdade de Ciências Exactas e Naturais (FCEyN) da Universidade de Buenos Aires. Realizou seu doutorado em 1950 orientado por Horacio Harrington nos Yacimientos de Ferro de Serra Grande, província de Rio Negro. Entre 1950 e 1951 realizou pós-doutorado na Colorado School of Mines, em Vail, Colorado, Estados Unidos.
E contratado pela FCEyN em 1952 como o primeiro professor de Geologia Económica daArgentina, matéria que recentemente tinha sido integrada ao currículo de Geologia, e em 1957 se torna professor titular dessa matéria. Seu livro sobre “Os recursos minerais da América Latina” publicado por EUDEBA em 1965, marcou um ponto de inflexão em seus trabalhos de pesquisa posteriores. Depois da Noche de los Bastones Largos renúncia a seu cargo para exiliarse no Chile, onde lecionou na Universidade de Chile em Santiago. Em 1971 retorna à Argentina para trabalhar e pesquisar na Fundação Bariloche, mas o golpe militar de 1976 leva-o novamente ao exílio à Universidade de Essex, em Inglaterra. Seu exílio final se passa na Universidade de Campinas, São Paulo, onde funda o Instituto de Geociencias, no qual realizou importantes contribuições intelectuais e de gestão académica.
A obra de Amílcar Herrera é conhecida em âmbitos especializados da Argentina e do exterior. Suas contribuições ao pensamento sobre política científica e tecnológica na América Latina foram fundacionais e mantêm-se ainda vigentes. O "Modelo Mundial Latinoamericano", projeto que dirigiu na Fundação Bariloche, constituiu também uma contribuição de primeira magnitude no debate proposto entre os principais "modelos mundiais" que se produziram ao longo de duas décadas. O livro que resultou de dito projeco, Ciência e política na América Latina foi editado no Canadá, França, Alemanha, Japão e Suécia. A obra foi reeditada em 2015 dentro de uma colecção da Biblioteca Nacional da República Argentina.

## Pensamento
Em Los determinantes sociales de la política científica en América Latina  (1973), Amílcar Herrera analisa as dificuldades das políticas de ciência e tecnologia na região. Encontra nelas uma desconexão entre o que denomina uma política científica explícita e uma política científica implícita. A primeira refere-se às leis, regulamentos e estatutos que definem os alinhamentos da política científica. A segunda, mais concretamente, refere-se ao papel real que cumpre a ciência na sociedade, no marco de um "projeto nacional".
En la mayoría de los países de América Latina los proyectos nacionales vigentes tienen su origen en el período inmediato poscolonial (aunque heredado en gran parte de la colonia). Es el momento en que se consolida la inserción de esos países en el sistema internacional, como economías periféricas dependientes, exportadoras de materias primas e importadoras de bienes manufacturados provenientes de las grandes metrópolis industriales. La articulación y estabilidad de esos proyectos se apoyan básicamente en la alianza entre sus principales beneficiarios locales -las oligarquías de terratenientes, exportadores e importadores, que han tenido siempre directa o indirectamente el poder económico y político de la región- y los centros de poder mundial. [...] Finalmente, estos proyectos nacionales -basados en el cultivo extensivo de la tierra, en la explotación de las principales fuentes de materias primas por grandes empresas extranjeras y en una industrialización muy primaria para producir algunos bienes básicos de consume- no tienen casi demanda de ciencia y tecnología locales, salvo como lujo cultural, o en aspectos que se relacionan sobre todo con tareas de "mantenimiento": medicina, ingeniería en el sentido profesional, etcétera.
Herrera considera que na América Latina a maior parte da pesquisa científica guarda pouca relação com os problemas básicos da região e existe pouca interação entre os subsistemas do aparelho de produção científico-tecnológico. O atraso científico destes países não é consequência de uma falta de recursos ou problemas institucionais (ainda que pudessem existir), mas sim fundamentalmente de uma estrutura econômica e social atrasada, que não demanda muito desenvolvimento científico e tecnológico.
Ao não observar claramente os benefícios do desenvolvimento científico na sociedade, a política científica é considerada como uma mera "fachada, principalmente formal e declarativa" ou como um "luxo cultural" de setores eruditos. Herrera conclui que a política científica encontra seu potencial como elemento dinamizador de processos de transformação produtiva e social.

## Obras
- Los recursos minerales de América Latina. EUDEBA, 1965.
- Notas sobre la Ciencia y la Tecnología en el Desarrollo de las Sociedades Latinoamericanas.Revista de Estudios Internacionales, Universidade do Chile, ano 2, No. 1, Santiago, 1968.
- Ciencia y política en América Latina. Siglo Veintiuno, 1971.
- Los determinantes sociales de la política científica en América Latina. Política científica explícita y política científica implícita. Desarrollo económico. Revista de Ciencias Sociales, N° 49, vol, 13, abril-junho, 1973.